# Liste der denkmalgeschützten Objekte in Wolfsbach (Niederösterreich)
Die Liste der denkmalgeschützten Objekte in Wolfsbach enthält die denkmalgeschützten, unbeweglichen Objekte der Gemeinde Wolfsbach im niederösterreichischen Bezirk Amstetten.

## Denkmäler
| Foto |                 | Denkmal                                                                  | Standort                            | Beschreibung | Metadaten |
| ---- | --------------- | ------------------------------------------------------------------------ | ----------------------------------- | --- | --- |
| ja   | Datei hochladen | Kath. Pfarrkirche hl. Veit und Friedhof HERIS-ID: 31554 Objekt-ID: 28528 | Standort KG: Wolfsbach              | Eine von einem Friedhof umgebene spätgotische Hallenkirche mit einem vorgestellten Westturm. Regotisierung mit Dombaumeister Matthäus Schlager 1908/1909. Die Einrichtung, die der Linzer Bildhauer Ludwig Linzinger in den Jahren 1908/1909 schuf, ist weitgehend neugotisch. | BDA-Hist.: Q16919131 Status: § 2a Stand der BDA-Liste: 2025-06-30 Name: Kath. Pfarrkirche hl. Veit und Friedhof GstNr.: 11 Pfarrkirche hl. Veit, Wolfsbach |
| ja   | Datei hochladen | Kindergarten, ehem. Volksschule HERIS-ID: 31557 Objekt-ID: 28531         | Wolfsbach 71 Standort KG: Wolfsbach | Ein zweigeschoßiges Bauwerk aus dem Jahr 1877 mit Walmdach und einer historistischer Fassade mit Terrakottaelementen. | BDA-Hist.: Q37943013 Status: § 2a Stand der BDA-Liste: 2025-06-30 Name: Kindergarten, ehem. Volksschule GstNr.: 5/2 Kindergarten Wolfsbach                 |